# The Law of Things
The Law of Things è il secondo album in studio del gruppo The Bats, pubblicato in Nuova Zelanda nel 1988 in formato audiocassetta dalla Flying Nun Records. Nel 1989 venne pubblicato anche in formato LP in Germania sempre dalla Flying Nun e, nel 1990, negli Stati Uniti d'America dalla Communion Label; una nuova edizione in vinile con brani provenienti dall'EP 4 Songs, dal singolo Smoking Her Wings e da due brani provenienti dalle registrazioni dell'album nel 1988 ma rimasti fino ad allora inediti.

## Tracce
Testi e musiche di The Bats/Robert Scott.
1. Other Side Of You – 3:10
2. Law Of Things – 2:13
3. Never Said Goodbye – 2:33
4. Yawn Vibes – 3:40
5. Time To Get Ready – 4:16
6. Ten To One – 2:38
7. Mastery – 3:00
8. I Fall Away – 2:27
9. Cliff Edge – 3:05
10. Nine Days – 3:43
11. Bedlam – 3:28
12. Smoking Her Wings – 4:37

## Musicisti
- Paul Kean (basso)
- Malcolm Grant (batteria)
- Robert Scott (voce, chitarra)
- Kaye Woodward (chitarra, voce)